# Oakland Raiders 2010
La stagione 2010 degli Oakland Raiders è stata la 41ª della franchigia nella National Football League, la 51ª complessiva.. Il capo-allenatore è stato Tom Cable.

## Scelte nel Draft 2010
Al draft NFL 2010 i Raiders hanno scelto:

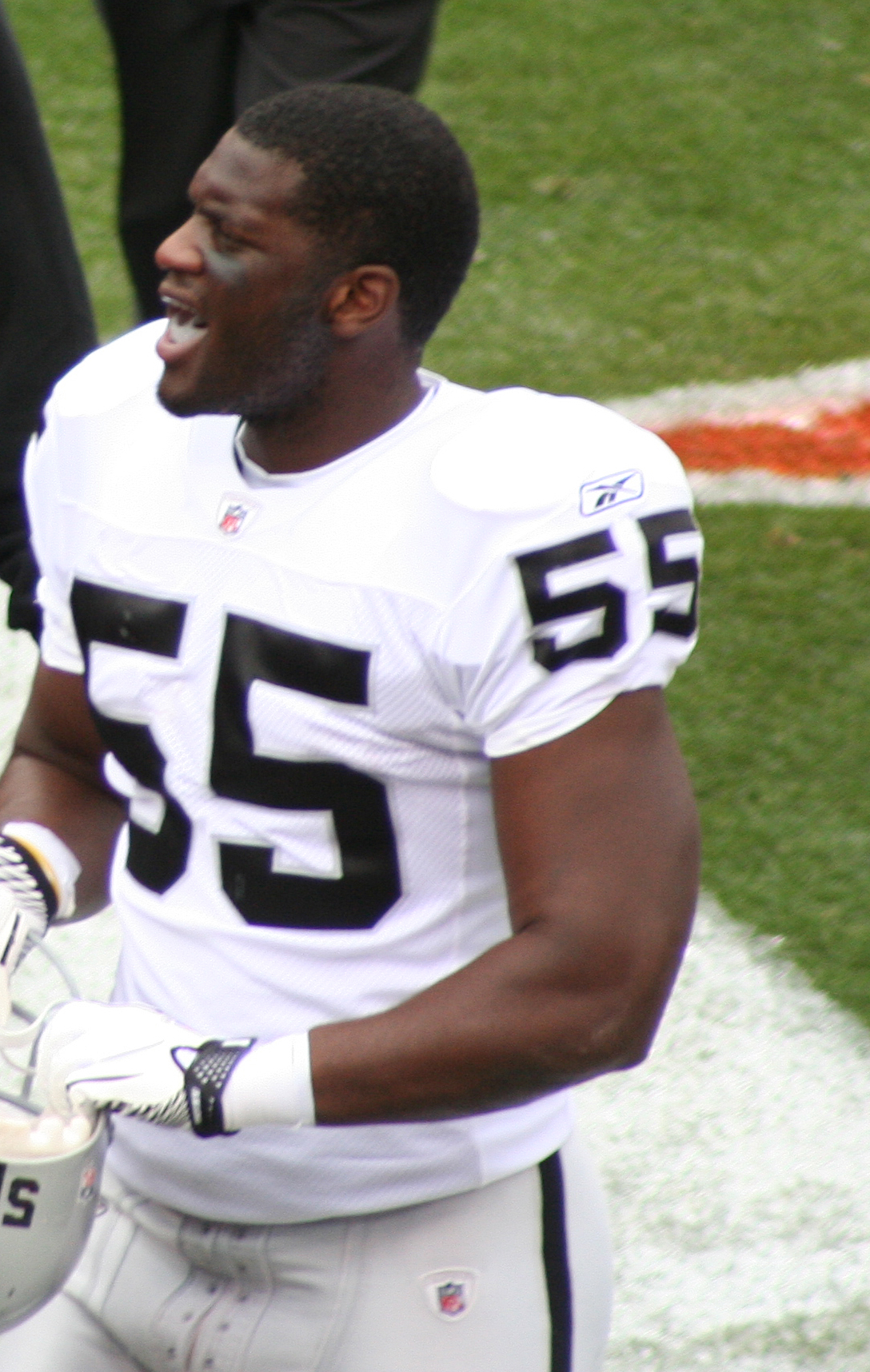
Rolando McClain fu la scelta del primo giro dei Raiders nel 2010

- All'8ª Rolando McClain, linebacker.
- Alla 44ª (ottenuta dai New England Patriots in precedenza dei Jacksonville Jaguars in scambio della 42ª) Lamarr Houston, defensive tackle.
- Alla 69ª Jared Veldheer, offensive tackle.
- Alla 106ª Bruce Campbell, offensive tackle.
- Alla 108ª (ottenuta dai Jacksonville Jaguars in scambio di Kirk Morrison) Jacoby Ford, wide receiver.
- Alla 138ª Walter McFadden, defensive back.
- Alla 190ª (ottenuta dai New England Patriots) Travis Goethel, linebacker.
- Alla 215ª Jeremy Ware, defensive back.
- Alla 251ª (ottenuta come compensatoria dalla NFL) Stevie Brown, defensive back.

Invece hanno ceduto prima del draft:
- La 158ª scelta ai Jacksonville Jaguars (ottenuta dai New England Patriots in precedenza dei Dallas Cowboys e ancor prima dai Denver Broncos in scambio di Derrick Burgess) per avere Quentin Groves.
- La 175ª scelta ai Carolina Panthers per avere la 202ª del draft NFL 2009.

Durante il draft:
- La 39ª scelta ai Tampa Bay Buccaneers ottenendo la 42ª e la 153ª del draft NFL 2010.
- La 42ª scelta ai New England Patriots ottenendo la 44ª e la 190ª del draft NFL 2010.
- La 153ª scelta ai Jacksonville Jaguars, (ottenuta dai Tampa Bay Buccaneers in precedenza dei New England Patriots) insieme a Kirk Morrison per avere la 108ª scelta del draft NFL 2010.

## Calendario

### Pre-stagione
NOTA: L'orario è in ET.
| Settimana | Data e orario                       | Dove    | Partita                               | Risultato |
| --------- | ----------------------------------- | ------- | ------------------------------------- | --------- |
| 1         | giovedì 12 agosto 2010 ore: 18:00   | Dallas  | Dallas Cowboys - Oakland Raiders      | 9 - 17    |
| 2         | sabato 21 agosto 2010 ore: 17:30    | Chicago | Chicago Bears - Oakland Raiders       | 17 - 32   |
| 3         | sabato 28 agosto 2010 ore: 18:00    | Oakland | Oakland Raiders - San Francisco 49ers | 24 - 28   |
| 4         | giovedì 2 settembre 2010 ore: 19:00 | Oakland | Oakland Raiders - Seattle Seahawks    | 27 - 24   |

### Stagione regolare
NOTA: L'orario è in ET.
| Settimana | Data e orario                         | Dove          | Partita                                | Risultato |
| --------- | ------------------------------------- | ------------- | -------------------------------------- | --------- |
| 1         | domenica 12 settembre 2010 ore: 13:00 | Tennessee     | Tennessee Titans - Oakland Raiders     | 38 - 13   |
| 2         | domenica 19 settembre 2010 ore: 16:05 | Oakland       | Oakland Raiders - St. Louis Rams       | 16 - 14   |
| 3         | domenica 26 settembre 2010 ore: 16:15 | Arizona       | Arizona Cardinals - Oakland Raiders    | 24 - 23   |
| 4         | domenica 3 ottobre 2010 ore: 16:05    | Oakland       | Oakland Raiders - Houston Texans       | 21 -34    |
| 5         | domenica 10 ottobre 2010 ore: 16:15   | Oakland       | Oakland Raiders - San Diego Chargers   | 35 - 27   |
| 6         | domenica 17 ottobre 2010 ore: 16:05   | San Francisco | San Francisco 49ers - Oakland Raiders  | 17 - 9    |
| 7         | domenica 24 ottobre 2010 ore: 16:15   | Denver        | Denver Broncos - Oakland Raiders       | 14 - 59   |
| 8         | domenica 31 ottobre 2010 ore: 16:15   | Oakland       | Oakland Raiders - Seattle Seahawks     | 33 - 3    |
| 9         | domenica 7 novembre 2010 ore: 16:15   | Oakland       | Oakland Raiders - Kansas City Chiefs   | 23 - 20   |
| 11        | domenica 21 novembre 2010 ore: 13:00  | Pittsburgh    | Pittsburgh Steelers - Oakland Raiders  | 35 - 3    |
| 12        | domenica 28 novembre 2010 ore: 16:05  | Oakland       | Oakland Raiders - Miami Dolphins       | 17 - 33   |
| 13        | domenica 5 dicembre 2010 ore: 16:05   | San Diego     | San Diego Chargers - Oakland Raiders   | 13 - 28   |
| 14        | domenica 12 dicembre 2010 ore: 13:00  | Jacksonville  | Jacksonville Jaguars - Oakland Raiders | 38 - 31   |
| 15        | domenica 19 dicembre 2010 ore: 16:15  | Oakland       | Oakland Raiders - Denver Broncos       | 39 - 23   |
| 16        | domenica 26 dicembre 2010 ore: 16:05  | Oakland       | Oakland Raiders - Indianapolis Colts   | 26 - 31   |
| 17        | domenica 2 gennaio 2011 ore: 13:00    | Kansas        | Kansas City Chiefs - Oakland Raiders   | 10 - 31   |

NOTA: alla 10ª settimana i Raiders hanno riposato.

## Classifiche
Note:
- si è qualificata per i playoffs.

| AFC West           | AFC West | AFC West | AFC West | AFC West | AFC West | AFC West | AFC West | AFC West | AFC West |
|                    | W        | L        | T        | PCT      | DIV      | CONF     | PF       | PA       | STK      |
| ------------------ | -------- | -------- | -------- | -------- | -------- | -------- | -------- | -------- | -------- |
| Kansas City Chiefs | 10       | 6        | 0        | 0.625    | 2-4-0    | 6-6-0    | 366      | 326      | L1       |
| San Diego Chargers | 9        | 7        | 0        | .563     | 3-3-0    | 7-5-0    | 441      | 322      | W1       |
| Oakland Raiders    | 8        | 8        | 0        | .500     | 6-0-0    | 6-6-0    | 410      | 371      | W1       |
| Denver Broncos     | 4        | 12       | 0        | .250     | 1-5-0    | 3-9-0    | 344      | 471      | L1       |